# Dolomitový důl ve Velké Chuchli
Dolomitový důl ve Velké Chuchli je zrušený důl v západní části obce, který se nacházel severně od Pacoldovy vápenky při silnici z Velké Chuchle do Slivence.

## Historie
V bývalém dolomitovém lomu vlastněném od roku 1912 Pražskou železářskou společností byl ve 20. letech 20. století založen hlubinný důl pro těžbu krystalických vápenců, které se jako struskotvorná přísada přidávaly v kladenské huti do nučických a chrustenických železných rud. V dole se těžilo v šesti těžebních patrech, na povrchu propojených takzvanou svážnou. Svážna byla obsluhována vzduchovým vrátkem zabudovaným v nejvyšším patře.
Po ukončení těžby roku 1964 přestavěl nový vlastník nejnižší patro u silnice na sklad trhavin. V dole a na jeho povrchu zůstala některá technologická zařízení. Protože byla část z nich rozkradena (například vybavení kompresorovny, rozvodny a dílen), rozhodlo se o přemístění unikátního těžního vrátku a vzdušníků do skanzenu Solvayovy lomy.